# Lijst van voetbalinterlands Britse Maagdeneilanden - Dominicaanse Republiek
Deze lijst van voetbalinterlands is een overzicht van alle officiële voetbalwedstrijden tussen de nationale teams van de Britse Maagdeneilanden en de Dominicaanse Republiek. De landen speelden tot op heden drie keer tegen elkaar. De eerste ontmoeting was een kwalificatiewedstrijd voor de Caribbean Cup 1999 op 17 maart 1999 in Port-au-Prince (Haïti). Het laatste duel, een kwalificatiewedstrijd voor het Wereldkampioenschap voetbal 2026, vond plaats in San Cristóbal op 11 juni 2024.

## Wedstrijden
| № | Plaats         | Datum           | Competitie                      | Wedstrijd                   | Uitslag |
| - | -------------- | --------------- | ------------------------------- | --------------------------- | ------- |
| 1 | Port-au-Prince | 17 maart 1999   | Caribbean Cup 1999 kwalificatie | Dom. Rep. − Br. Maagdeneil. | 0 − 0   |
| 2 | San Cristóbal  | 14 oktober 2010 | Caribbean Cup 2010 kwalificatie | Dom. Rep. − Br. Maagdeneil. | 17 − 0  |
| 3 | San Cristóbal  | 11 juni 2024    | WK 2026 kwalificatie            | Dom. Rep. − Br. Maagdeneil. | 4 − 0   |

## Samenvatting
| Competitie                 | Totaal gespeeld | Winst Br. Maagdeneil. | Gelijk | Winst Dom. Rep. | Doelsaldo Br. Maagdeneil. – Dom. Rep. |
| -------------------------- | --------------- | --------------------- | ------ | --------------- | ------------------------------------- |
| WK-kwalificatie            | 1               | 0                     | 0      | 1               | 0 − 4                                 |
| Caribbean Cup-kwalificatie | 2               | 0                     | 1      | 1               | 0 − 17                                |
| Totaal                     | 3               | 0                     | 1      | 2               | 0 − 21                                |

Wedstrijden bepaald door strafschoppen worden, in lijn met de FIFA, als een gelijkspel gerekend.